# Yeom Hye-ran
Dans ce nom coréen, le nom de famille, Yeom, précède le nom personnel.
Yeom Hye-ran née le 30 octobre 1976 à Yeosu, est une actrice sud-coréenne, avec un portefeuille de performances cinématographiques, télévisuelles et théâtrales.

## Filmographie sélective

### Longs métrages
- 2003 : Memories of Murder de Bong Joon-ho, La mère de So-hyeon
- 2004 : Fighter in the Wind de Yang Yun-ho (en), femme d'âge moyen de troupe de cirque
- 2007 : Secret Sunshine de Lee Chang-dong, Se-hee
- 2010 : 71: Into the Fire de Lee Jae-han, Infirmière
- 2011 : Always de Song Il-gon, propriétaire d'un salon de beauté
- 2014 : Sea Fog : Les Clandestins de Shim Sung-bo, femme de l'armateur
- 2017 : I Can Speak de Kim Hyeon-seok, Jin Joo-daek
- 2017 : Default de Choi Kook-hee
- 2018 : Golden Slumber de Noh Dong-seok, femme d'âge moyen
- 2019 : Innocent Witness de Lee Han, Mi-ran
- 2019 : Miss and Mrs. Cops de Jeong Da-won
- 2019 : Kim Ji-young: Born 1982 de Kim Do-young, femme avec foulard dans le passé
- 2020 : Best Friend de Lee Hwan-kyeong (en), Femme de Yeosu
- 2021 : Recalled de Seo Yoo-min, L'ami de Soo-jin
- 2022 : Special Delivery de Dae-min Park, Mi-young
- 2022 : Kim Kyeong-mi dans The Boys de Jeong Ji-yeong
- 2022 : The Glory : Kang hyeon...
- 2025 : Wall to Wall (84제곱미터) de Kim Tae-joon : Eun-hwa
- prévu en 2025 : Aucun autre choix (어쩔수가없다) de Park Chan-wook : A-Ra

### Série télévisée
- 2025 : La vie portera ses fruits (폭싹 속았수다)